# C.S. Forester

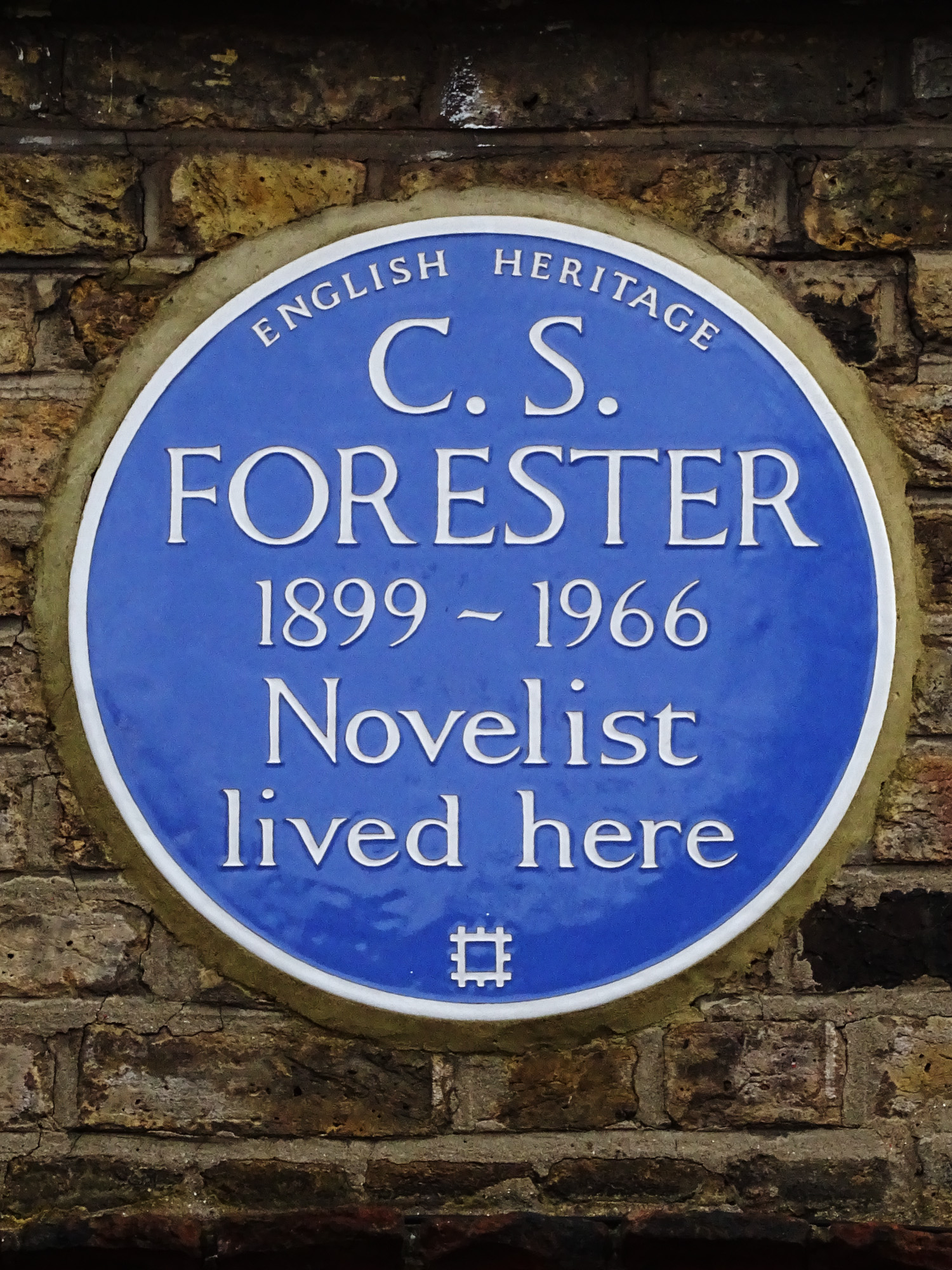

Cecil Scott Forester, pseudoniem van Cecil Lewis Troughton Smith (Caïro, Egypte, 27 augustus 1899 – Fullerton, Californië, 2 april 1966) was een Engels romanschrijver, die vooral faam verwierf met zijn serie boeken rond Horatio Hornblower en met zijn roman The African Queen.

## Levensloop
Forester werd geboren als de zoon van een in Egypte voor het ministerie van onderwijs werkzame ambtenaar. In 1901 vertrok zijn moeder met de vijf kinderen naar Engeland, waar hij zijn scholing ontving. Een medische studie brak hij af om zich geheel aan het schrijverschap te kunnen wijden.
Zijn carrière kwam slechts langzaam op gang. Aanvankelijk schreef hij enkele romans en biografieën. Voor de roman Payment Deferred uit 1926 kreeg hij goede kritieken. Het werd bewerkt voor toneel in 1931 en verfilmd in 1932, met in de hoofdrol Charles Laughton.
Zijn reputatie nam toe met de publicatie van Death to the French in 1932 en The Gun in 1933. In 1935 verscheen de klassiek geworden roman The African Queen, in 1951 succesvol verfilmd door John Huston, met hoofdrollen voor Humphrey Bogart en Katharine Hepburn.
In 1937 verscheen The Happy Return, het eerste boek uit de serie rond Horatio Hornblower. De verhalen over Hornblowers carrière en over het leven op zee tijdens de napoleontische oorlogen bezorgden Forester grote faam, die tot op de dag van vandaag voortduurt. In de jaren 1990 werd een televisieserie gemaakt op basis van de boeken.
Tussen 1932 en 1939 bracht Forester drie maanden per jaar in Amerika door als scenarioschrijver. Hij bewerkte daarbij ook zijn eigen fictie voor de film. Tijdens de Spaanse Burgeroorlog werkte hij als oorlogscorrespondent voor The Times en deed verslag van de Duitse bezetting van Tsjechoslowakije in 1939. Tijdens de Tweede Wereldoorlog werkte hij voor de geheime dienst en schreef hij propaganda in de Verenigde Staten.
Volgens Roald Dahl was het Forester die hem inspireerde om schrijver te worden. Tijdens de Tweede Wereldoorlog werkte Dahl als soldaat en gevechtspiloot in het Britse leger. Toen hij gewond raakte, werd hij overgeplaatst naar de Britse ambassade te Washington. Op een dag kreeg hij daar bezoek van Forester. Deze nodigde Dahl uit voor een lunch, omdat hij zijn verhaal wilde horen en over zijn avonturen wilde schrijven. Dahl stelde tijdens die lunch voor om gezellig verder te eten in plaats van aantekeningen te maken. Hij zou het verhaal zelf in ruwe vorm uitschrijven en die notities aan Forester doen toekomen, zodat de schrijver ze kon verwerken. In plaats daarvan bezorgde Dahl Forester een week later een afgeronde en volledig uitgeschreven tekst. Forester liet Dahl vervolgens weten, dat hij niets aan die tekst zou veranderen en dat deze onveranderd zou worden gepubliceerd. Dahl omschreef de ontmoeting met Forester als een kantelpunt in zijn carrière, een moment dat hem tot het schrijverschap zou leiden.
Forester vestigde zich in Californië en woonde daar tot zijn overlijden.

### Hornblower
- The Happy Return, 1937 (Met verzegelde orders)
- A Ship of the Line, 1938 (Alle hens aan dek)
- Flying Colours, 1938 (De dans ontsprongen)
- The Commodore, 1945 (De taal der scheepskanonnen)
- Lord Hornblower, 1946 (Muiterij en victorie)
- Mr Midshipman Hornblower, 1950 		(Het zeegat uit)
- Lieutenant Hornblower, 1952 (Interventie in de West)
- Hornblower and the Atropos, 1953 (Op hoog bevel)
- Hornblower in the West Indies, 1958 	(Admiraal in West-Indië)
- Hornblower and the Hotspur, 1962 (Op leven en dood)
- Hornblower and the Crisis, 1967 (Gevaar aan de einder) onvoltooid, postuum uitgegeven

### Andere romans
- The Paid Piper, 1924
- Pawn Among Kings, 1924
- Payment Deferred, 1926
- Love Lies Dreaming, 1927
- The Wonderful Week, 1927
- The Shadow of the Hawk, 1928
- Brown on Resolution, 1929
- Plain Murder, 1930
- Death to the French, 1932
- The Gun, 1933
- The Peacemaker, 1934
- The African Queen, 1935
- The General, 1936
- Captain from Connecticut, 1941
- The Ship, 1943
- The Sky and the forest, 1948
- Randall and the River of Time, 1950
- The Good Shepherd, 1955
- The Pursued, 2011, geschreven in 1935, postuum uitgegeven

### Kinderboeken
- Poo-Poo and the Dragons, 1942
- The Barbary Pirates, 1956

### Theater
- U 97, 1931
- Nurse Cavell, 1933

### Non-fictie
- Napoleon and his Court, 1924
- Josephine, Napoleon's Empress, 1925
- Victor Emmanuel II, 1927
- Louis XIV, 1928
- Nelson, 1929
- Voyage of the Annie Marble, 1929
- Marionettes at Home, 1936
- The Earthly Paradise, 1940
- The Naval War of 1812, 1957
- Hunting the Bismarck, 1959
- The Hornblower Companion, 1964
- Long Before Forty, 1967